# Chris Kattan
Christopher Lee "Chris" Kattan (Sherman Oaks, Los Angeles, 19 de outubro de 1970) é um ator e comediante norte-americano, mais conhecido por ter feito parte do elenco do Saturday Night Live.